# Daniela Mrázková
Daniela Mrázková Remešová (* 26. března 1942, Praha) je česká teoretička a kritička umělecké fotografie, publicistka a kurátorka fotografických výstav. Svou činností patří k významným osobnostem české fotografie.
Byla dlouholetou šéfredaktorkou časopisu Revue fotografie a později také měsíčníku Československá fotografie. Proslula (spolu se svým manželem Vladimírem Remešem) zpracováním a mezinárodním prosazováním sovětské válečné fotoreportáže a pobaltské fotografie. V zahraničí propagovala československou fotografii a světovou tvorbu importovala k nám. Byla iniciátorkou a organizátorkou velkých tuzemských oslav 150. výročí vynálezu fotografie (1989). Opakovaně byla členkou poroty mezinárodní přehlídky novinářské fotografie World Press Photo, jejíž reprízy organizovala v Praze (1990–1995). Je zakladatelkou fotografické soutěže Czech Press Photo, která se koná od roku 1995. Je rovněž autorkou scénářů filmových a TV dokumentů a seriálů o fotografii a fotografech. 

## Životopis
Daniela Mrázková Remešová se narodila v Praze v roce 1942. Koncem 50. let byl její otec – automobilový závodník a vedoucí autoservisu – odsouzen k trestu odnětí svobody a z tohoto důvodu jí po maturitě na gymnáziu nebylo umožněno studovat medicínu, které se chtěla původně věnovat. Šla tedy pracovat postupně jako dělnice do autoservisu, továrny na léčiva, pomocná síla v nemocnici. Po otcově propuštění při amnestii v roce 1960 pak pracovala jako překladatelka a cizojazyčná korespondentka, později při zaměstnání absolvovala na Filozofické fakultě Univerzity Palackého v Olomouci studium lingvistiky (1971 – ruština-angličtina) a postgraduál estetiky. V roce 1962 začala jako elévka pracovat v redakci revue Fotografie a v roce 1966 se stala její redaktorkou. Tato revue vycházela čtvrtletně od roku 1957 v české, ruské a později i anglické mutaci. V letech 1972–1978 byla šéfredaktorkou tohoto časopisu, který se přejmenoval na Revue fotografie. Za jejího vedení se Revue zařadila mezi nejprestižnější odborné časopisy v Evropě, kde získala i několik cen. Po změně vydavatele z Nakladatelství Orbis na propagandistickou Tiskovou agenturu Orbis Mrázková z redakce odešla a pracovala na volné noze. Dále pracovala v Čs. televizi jako dramaturg dokumentárních filmů pro zahraničí (1979–1985), při Svazu čs.výtvarných umělců působila jako kurátor výstav ke 150. výročí vynálezu fotografie (1987–1990). Současně v roce 1988 získala americké Fulbrightovo stipendium na přípravu mezinárodní výstavy ke 150. výročí fotografie v Praze a při přípravě pobývala ve významných muzejních a galerijních fotografických sbírkách v USA a v Evropě. Po revoluci převzala roku 1990 post šéfredaktorky měsíčníku Československá fotografie, který se po rozdělení Československa postupně přejmenoval na časopis Fotografie a Fotografie-Magazín. Od roku 1990 do roku 1995 prezentovala v Praze výstavy světové soutěže World Press Photo. Zde byla členkou mezinárodní poroty, stejně jako řady dalších soutěží (Pictures of the Year, Interfoto, Rencontres d’Arles, Preis für junge europäische Fotografen, aj.). V roce 1995 založila a od té doby po dvě desetiletí (do roku 2015) organizovala soutěž a výstavy Czech Press Photo. Pod hlavičkou stejné obecně prospěšné společnosti Czech Photo v letech 1997–2009 založila a vedla Komorní galerii Domu fotografie Josefa Sudka v Kafkově domě na Starém Městě v Praze, kde uvedla desítky výstav domácích i zahraničních autorů a v letech 2011–2014 řídila Czech Photo Gallery na Malé Straně.
Jejím manželem je fotografický publicista, teoretik a kritik Vladimír Remeš (* 1932), se kterým od 70. let 20. století autorsky spolupracovala na většině fotografických publikací, kterých vydala více než dvě desítky.

## Publikace (výběr)
- MRÁZKOVÁ, Daniela; REMEŠ, Vladimír. Fotografovali válku – sovětská válečná reportáž 1941–45. Praha: Odeon, 1975.
- MRÁZKOVÁ, Daniela; REMEŠ, Vladimír. Von Moskau nach Berlin. Der Krieg im Osten 1941–45, Gesehen von russischen Fotografen. Mnichov, Oldenburg: Stalling Verlag, 1979. ISBN 9783797913562.
- MRÁZKOVÁ, Daniela; REMEŠ, Vladimír. The Russian War: 1941-1945. Londýn: Jonathan Cape, 1978, ISBN 9780224015875.
- MRÁZKOVÁ, Daniela; REMEŠ, Vladimír. Die Sowjetunion zwischen den Kriegen – 175 Photographien aus den Jahren 1917–1941. Mnichov, Oldenburg: Stalling Verlag, 1981.
- MRÁZKOVÁ, Daniela; REMEŠ, Vladimír. Early Soviet Photographers. Oxford: Museum of Modern Art, 1982. ISBN 9780905836270.
- MRÁZKOVÁ, Daniela. Příběh fotografie. Praha: Mladá fronta, 1985.
- MRÁZKOVÁ, Daniela. Jan Lauschmann. Praha: Odeon, 1986.
- MRÁZKOVÁ, Daniela; REMEŠ, Vladimír. Another Russia. Thames and Hudson. Londýn 1986, Paříž 1986, Kolín n.R.1987.
- MRÁZKOVÁ, Daniela; REMEŠ, Vladimír. Cesty československé fotografie. Praha: Mladá fronta, 1989. Dostupné online. ISBN 80-204-0015-X.
- MRÁZKOVÁ, Daniela. Co je fotografie – 150 let fotografie. Praha: Videopress MON : Credit, 1989. Dostupné online. ISBN 80-7024-004-0.
- MRÁZKOVÁ, Daniela. Saudek Jan – fotograf český. [s.l.]: Slovart, 2005. ISBN 80-7209-727-X.
- MRÁZKOVÁ, Daniela; REMEŠ, Vladimír. Politische Bilder. Sowjetische Fotografien 1918–1941. Kolín nad Rýnem: Museum Ludwig, 2010.
- MRÁZKOVÁ, Daniela. Příběhy slavných fotografií: Skrytá tvář historie. Praha: Fany, 2021. ISBN 978-80-907248-4-6.